# Construction à la règle seule
 (octobre 2020).
Si vous disposez d'ouvrages ou d'articles de référence ou si vous connaissez des sites web de qualité traitant du thème abordé ici, merci de compléter l'article en donnant les références utiles à sa vérifiabilité et en les liant à la section « Notes et références ».
Des points de base étant donnés, un point est constructible à la règle s'il est point d'intersection de deux droites, chacune de ces deux droites passant par deux points qui sont des points de base ou des points déjà construits.
Les propriétés d'une figure constructible sont conservées par projection centrale. Ce n'est pas le cas pour les milieux, les parallèles ou les symétries.
Il est démontré qu'il est impossible avec une règle seulement de construire le milieu d'un segment, de mener par un point une parallèle à une droite. 
Les figures de la géométrie projective : quadrilatère complet, polaire, théorèmes de Pappus et Desargues sont constructibles à la règle seule.

## Exemples de construction sans élément supplémentaire

### Symétrique d'un point par rapport à une droite
On donne une droite (d), les points A et B non situés sur (d), ainsi que le point A' symétrique de A par rapport à (d).
Construire le point B' symétrique de B par rapport à (d), en utilisant la règle seule.

#### Solution
La droite (d) coupe (AB) en I et (A'B) en J.
Les droites (IA') et (JA) se coupent en B'.
La droite (IA) a pour symétrique (IA'), la droite (JA') a pour symétrique (JA).
Le point B, intersection de (IA) et (JA') a pour symétrique l'intersection des images (IA') et (JA), soit le point B'.
Remarques : cette solution nécessite que les droites (AB) et (AB') ne soient pas parallèles à (d).
La construction permet aussi de trouver la perpendiculaire abaissée du point B sur la droite (d) : la droite (BB').

## Exemples de constructions à l'aide de figures supplémentaires

### À l'aide d'un cercle de centre connu
Le théorème de Poncelet-Steiner affirme que toute figure constructible à la règle et au compas peut être construite à la règle seule, pour peu que l'on dispose d'un cercle et de son centre. Hilbert a montré que la connaissance du centre du cercle est indispensable en utilisant la géométrie projective.

#### Perpendiculaire abaissée d'un point sur une droite
Étant donné un cercle de diamètre [AB] et un point P situé ni sur le cercle, ni sur la droite (AB), tracer, uniquement avec une règle non graduée, la perpendiculaire à (AB) issue de P.

##### Solution
Les droites (PA) et (PB) recoupent le cercle en R et S.
Les droites (AS) et (BR) se coupent en K.
La droite (PK) perpendiculaire à (AB) a été construite uniquement à la règle.

##### Démonstration
Les triangles ARB et ASB, inscrits dans les demi-cercles de diamètre [AB], sont rectangles et les angles ARK et ASP sont droits.
Le point B, intersection de deux hauteurs (KR) et (PS) est l'orthocentre du triangle APK.
Le côté (PK) est perpendiculaire à la droite (AB), troisième hauteur issue de A.

### À l'aide de deux cercles dont le centre n'est pas connu
La possibilité des constructions à la règle seule et utilisant deux cercles donnés se ramène (voir supra) à la possibilité de la construction du centre de l'un des deux cercles. Si les deux cercles s'intersectent; dans le cas contraire, il a été montré en 1956 que certaines configurations ont l'un des contres qui est constructible mais en 2017 il a été prouvé que d'autres configurations sont telles qu'aucun centre n'est constructible.

### À l'aide de deux droites parallèles (d) et (d')

#### Tracé d'une droite parallèle à (d) passant par un point donné
On donne deux droites parallèles distinctes (d) et (d') et un point P.
Construire la droite parallèle à (d) et (d') passant par le point P, en n'utilisant que la règle.
|  | P entre les deux droites | P à l'extérieur des deux droites |

##### Solution
Méthode du faisceau de droites passant par un point I de la polaire du point P par rapport à (d) et (d').
À partir de deux points A et B différents sur (d), tracer deux sécantes (AA') et (BB') passant par P avec A' et B' sur (d').
Soit I le point d'intersection des droites (AB') et (BA').
Placer un point C, distinct de A et B, sur (d) et soit C' l'intersection de (IC) avec (d').
Les droites (BC') et (CA') se coupent en Q.
La droite (PQ) parallèle à (d) et (d') est construite à la règle seule.
Remarques : si le point P est équidistant de (d) et (d'), les droites (AB') et (BA') sont parallèles et leur intersection est vide. Il faut tracer une autre parallèle : pourquoi pas la parallèle à (AB') et (BA') passant par C, point de (d) à l'extérieur du segment [AB]. Cette parallèle coupe (d') en C'. Le centre Q du parallélogramme BCC'B' permet de trouver la parallèle (PQ). 
Avec la règle à bords parallèles seule, cette méthode permet de construire la parallèle à une droite donnée passant par un point donné : en plaçant un des bords sur la droite donnée (d), le deuxième bord permet de tracer (d'). Terminer la construction de la parallèle (PQ) passant par le point donné P comme ci-dessus.
En géométrie projective, ce problème est équivalent à celui consistant à tracer la droite passant par un point P donné et par l'intersection de deux droites (d) et (d') données, cette intersection étant hors d'atteinte.

#### Milieu d'un segment parallèle

La droite (OP) est constructible à la règle seule et passe par les milieux I et J de [AB] et [CD].

La construction du milieu d'un segment [AB] donné à la règle seule est impossible. En revanche la construction est possible si l'on connaît un segment [CD] parallèle à [AB]. En effet dans la figure ci-contre, la droite (PO) est constructible à la règle seule car reliant les points P et O, points d'intersection respectivement de (AD) et (BC) et de (AC) et (BD), qui sont eux-mêmes constructibles à la règle seule. Le théorème du trapèze assure que le point d'intersection de la droite (OP) et du segment [AB] est le milieu I de [AB].